# آيت حساين (آيت رحو)
آيت حساين هو دُوَّار يقع بجماعة عين الشكاك، إقليم صفرو، جهة فاس مكناس في المملكة المغربية. ينتمي الدوّار لمشيخة آيت رحو التي تضم 8 دواوير. يقدر عدد سكانه بـ 457 نسمة حسب الإحصاء الرسمي للسكان والسكنى لسنة 2004.

## وصلات خارجية
- البوابة الوطنية للجماعات الترابية
- المندوبية السامية للتخطيط